# 서스펜스

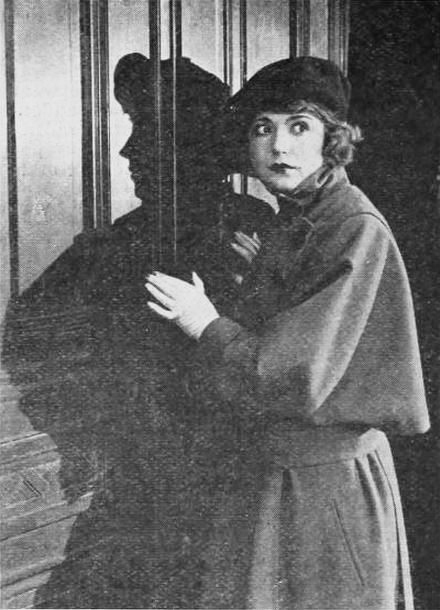

서스펜스(suspense)는 불안정한 심리 또한 그러한 심리 상태가 계속되는 모습을 그린 작품을 말한다. 스릴러, 공포와 같은 장르에서 자주 나오는 요소이다.

## 같이 보기
- 아드레날린
- 클리프행어
- 갈등 (이야기)
- 공포
- 미스터리
- 미스터리 영화
- 반전 (문학)
- 붉은 청어
- 스릴러